# Cerro El Roble
Le cerro El Roble est une montagne située à la frontière entre les régions de Valparaiso et Metropolitana au Chili.
Avec une altitude de 2 222 mètres, selon l'Institut géographique militaire, elle constitue le quatrième plus haut sommet de la cordillère de la Côte centrale, entre la rivière Petorca et la rivière Biobio, après le Morro Chache (2 338 m), l'Altos de Cantillana (2 281 m) et le cerro Picorete (2 277 m).
Un observatoire astronomique est situé au sommet.

## Toponymie
Le cerro El Roble doit son nom aux forêts de chênes. À ses pieds, sur le côté est, se trouve le village de Caleu et sur sa face ouest, le parc national La Campana. Une proportion considérable de sa superficie est partie intégrante du parc.